# Wilhelm Weber
Wilhelm Weber (n. 1880, Berlin, Imperiul German – d. 28 aprilie 1963, Teupitz, Brandenburg, Germania) a fost un gimnast ce a reprezentat Germania, medaliat olimpic. A participat la o ediție a Jocurilor Olimpice (1904) în care a câștigat o medalie de argint și o medalie de bronz.